# La Parade aux étoiles
Pour plus de détails, voir Fiche technique et Distribution.
La Parade aux étoiles (Thousands Cheer) est un film musical américain en Technicolor de George Sidney, sorti en  1943. 

## Synopsis
Eddie Marsh (Gene Kelly) est un acrobate qui s'est engage dans l'armée à cause de la guerre. Dès ses débuts au régiment il fait la connaissance de Kathryn Jones (Kathryn Grayson), la jolie fille du colonel. Leur relation va rencontrer des obstacles, notamment la désapprobation du père de la jeune fille. 
L'un des moments les plus spectaculaires du film est la scène d'acrobaties organisée pour divertir la troupe.
Ce film comporte une curiosité remarquable : on peut y voir un certain nombre de vedettes de la MGM interprétant leur propre personnage.

## Fiche technique
- Titre : La Parade aux étoiles
- Titre original : Thousands Cheer
- Réalisation : George Sidney
- Scénario : Paul Jarrico et Richard Collins d'après leur propre histoire Private Miss Jones
- Production: Joe Pasternak
- Société de production : MGM
- Directeur musical : Herbert Stothart
- Musique : Francis S. Van Boskerck (non crédité)
- Photographie : George J. Folsey
- Montage : George Boemler
- Arrangements musicaux : Thomas A. Beckett et Roger Edens
- Chorégraphie : Fred Kelly
- Décors : Cedric Gibbons
- Costumes : Irene
- Pays de production : États-Unis
- Genre : film musical, comédie dramatique et romance
- Format : couleur Technicolor - Son : Mono (Western Electric Sound System)
- Durée : 125 min
- Dates de sortie : 
  - États-Unis : 13 septembre 1943 (première à New York)
  - France : 1er août 1946

## Distribution
- Kathryn Grayson : Kathryn Jones
- Gene Kelly : Eddie Marsh
- Mary Astor : Hyllary Jones
- John Boles : colonel Bill Jones
- Ben Blue : Chuck Polansky
- Frances Rafferty : Marie Corbino
- Mary Elliott : Helen Corbino
- Frank Jenks : sergent Koslack
- Frank Sully : Alan

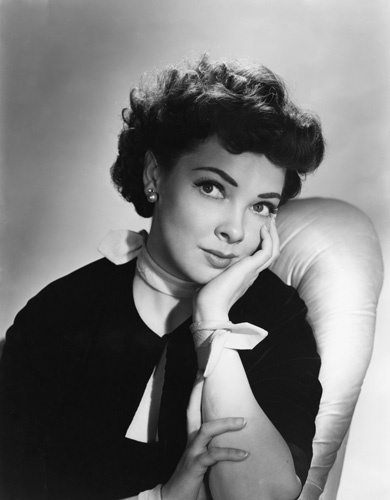
Kathryn Grayson.

- Dick Simmons : capitaine Fred Avery
- Ben Lessy : moine silencieux

Acteurs non crédités :
- Marta Linden : première infirmière
- Odette Myrtil : Mama Corbino
- Bryant Washburn : lieutenant-colonel Brand

Dans leur propre rôle :
- Judy Garland
- Mickey Rooney
- June Allyson
- Lucille Ball
- Cyd Charisse
- Lena Horne
- Eleanor Powell
- Red Skelton
- Ann Sothern
- Margaret O'Brien
- Virginia O'Brien
- Frank Morgan
- Marsha Hunt
- Gloria DeHaven
- Marilyn Maxwell
- Donna Reed
- Bob Crosby
- José Iturbi

## Source
- La Parade aux étoiles et les affiches françaises du film, sur EncycloCiné